# Nik Halik
Nik Halik (* 15. Mai 1969 in Melbourne als Nikos Halikopoulos) ist ein australischer Finanzunternehmer, Motivationstrainer und Abenteurer. Im Jahr 2008 war er Ersatzmann für den amerikanisch-britischen Unternehmer Richard Garriott, der vom 12. bis 24. Oktober 2008 zur Internationalen Raumstation (ISS) flog.

## Leben

### Früheres Leben
Halik wurde in Melbourne, Australien als jüngster Sohn der griechischen Einwanderer Konstantinos und Dionisia Halikopoulos geboren.  Er wuchs in Port Melbourne auf.  In früheren Jahren interessierte er sich sehr für Musik, inspiriert von seinem Vater, der ein anerkannter Musiker war.  Als Teenager besuchte er das Musicians Institute in Kalifornien, einer gemeinnützigen Musik-Fachschule in Privatbesitz.

## Geschäftsinteressen
Halik ist Gründer und Geschäftsführer von Unternehmen wie Financial Freedom Institute, Lifestyle Revolution, LLC, Money Masters Global, The Thrillionaires und Mitbegründer von iCoach Global.
Seine Unternehmensgruppe hat er finanziell erzogen und betreut mehr als 300.000 Einzelpersonen global. Neben seinen anderen Unternehmen, ist Nik Halik auch ein Stakeholder in einer Reihe von Unternehmen auf der ganzen Welt, einschließlich Vertex Media, einer Fernseh- und Film-Produktionsfirma aus Hollywood. Halik hat Häuser auf griechischen Inseln, in Marokko, in den Vereinigten Staaten und in Australien.

### Abenteuer
Halik ist zum Wrack der Titanic getaucht, war als Bergsteiger aktiv und beteiligte sich an einem zivilen Flug der in der Sowjetunion gebauten Mig25-Flugzeuge. Halik bezahlte dafür, als Backup das Kosmonauten-Training für den russischen Flug Sojus TMA-13 zur Internationalen Raumstation im Jahr 2008 zu besuchen. Wenn der vorgesehene Weltraumtourist Richard Garriott nicht in der Lage gewesen wäre, am Flug teilzunehmen, hätte Halik seinen Platz eingenommen.

## Werke
Thrillionaire (ISBN 978-1-920997-10-6), geschrieben von Halik und veröffentlicht im Jahr 2008, ist sowohl eine Biografie als auch ein Handbuch für strategischen Reichtum. Nachdem er mit Reichtums-Strategen und Motivationstrainern in aller Welt gearbeitet hat, verbindet Halik seine Tipps für die finanzielle Freiheit mit Geschichten aus seinem Leben.
Haliks Raumflugtraining wird ebenfalls in dem Buch Australia's Astronauts: Countdown to a Spaceflight Dream behandelt, das 2009 von Colin Burgess veröffentlicht wurde.
| Personendaten    | Personendaten                                                      |
| ---------------- | ------------------------------------------------------------------ |
| NAME             | Halik, Nik                                                         |
| ALTERNATIVNAMEN  | Halikopoulos, Nikos (Geburtsname)                                  |
| KURZBESCHREIBUNG | australischer Finanzunternehmer, Motivationstrainer und Abenteurer |
| GEBURTSDATUM     | 15. Mai 1969                                                       |
| GEBURTSORT       | Melbourne                                                          |